# ОШ „Радојица Перовић” Подгорица
ОШ „Радојица Перовић” једна је од основних школа у Подгорици. Налази се у насељу Блок 6.

## Историја
Основана је 1961. године у насељу Преко Мораче, као једина основна школа у том дијелу, а након пораста броја ученика основане су школе „Сутјеска“ и „Максим Горки“. Године 1983. премјештена је у насеље Блок 6, а у згради у којој је била основана је средња машинска школа „Иван Ускоковић“. Нова зграда је била предвиђена да прими до 800 ученика, али се због досељавања становништва, број ученика попео изнад 2.000 током 1994. године, због чега је основана школа „Штампар Макари“. У школи постоји око 30 учионица, од којих је 20 опремљено са рачунарима, док су кабинети за физику, хемију и биологију опремљени са савременом опремом за ученике.
Школа је 1988. године добила награду Октоих за образовање, а 2018. године добила је златну медаљу за квалитет на међународном сајму образовања у Новом Саду.
У школи је учио Никола Миротић, док је наставник физичког васпитања — Нико Раичковић, тренирао кадете Црвене стијене, са којима је 1998. освојио титулу првака СР Југославије.